# Mira Rovčanin
Mira Rovčanin (* 1. Januar 1968; bürgerlich Milijanka Rovčanin) ist eine ehemalige serbisch-montenegrinische Turbo-Folk-Sängerin, welche in den Jahren 1993–1996 im Westbalkan aktiv war.

## Leben und Karriere
Rovčanin nahm insgesamt zwei Studioalben auf. Das Album Ona ili ja (Sie oder ich) erschien im Jahr 1993 und wurde durch das Plattenlabel Jugodisk veröffentlicht. Das darauf zu findende Lied Crogorka Zlatiborka, geschrieben von D. Živković und M. I. Jovanović, belegte Platz 10 der größten Hits im Jahr 1993, wobei das Lied Ugasi me von Indira Radić Platz 1 belegte. Im Jahr 1995 folgte das Album Divlia Reka (wilder Fluss), welches von RTS, dem serbischen Radio und Fernsehen, veröffentlicht wurde. Zu den Songs Divlja Reka und Masline (Olive) erschienen noch im selben Jahr Musikvideos, welche national in der damaligen Bundesrepublik Jugoslawien ausgestrahlt wurden. Rovčanin gewann zunehmend an Popularität, wodurch sie bereits früh in der serbisch-kroatisch sprechenden Diaspora in ganz Europa tourte. Als eine der ersten Sängerinnen im damaligen Jugoslawien gab Rovčanin auch humanitäre Konzerte. Im Laufe des Jugoslawienkriegs zog sie sich 1997 aus der Öffentlichkeit zurück und heiratete einen Schweizer Unternehmer, mit dem sie zwei Kinder hat (* 1997 und * 2000). Sie lebt noch heute in der Schweiz.

## Diskografie

### Alben
- 1993: Ona ili ja (Sie oder ich)
- 1995: Divlia Reka (wilder Fluss)

### Titel
Auf Ona ili Ja:
- Dal' Zivote Da Te Zivim
- Kako Cu Bez Tebe
- Necu Zime, Necu Leta
- Ritam Tvojih Koraka
- Crnogorka-Zlatiborka
- Na Zvezdice Mesec Pazi
- Desilo Se Eto
- Ona ili Ja
- Ti Ostavljas Me

Auf Divlja Reka:
- Divlja Reka
- Oci Varalice
- Zemljotres
- Nije Lako
- Masline
- Ko Mi Je Kriv
- Zumbuli
- Uzeo Si Sve

## Charterfolge
- Crnogorka-Zlatiborka: Platz 10 der größten Hits im Jahr 1993